# Bovenrijge (molen)
De Bovenrijge is een kleine koren- en houtzaagmolen aan het Damsterdiep nabij Ten Boer, provincie Groningen.
Het molentje werd oorspronkelijk in 1903 in de buurtschap Bovenrijge tussen Thesinge en Ten Boer gebouwd door de boer G. van Dijk. Hij bouwde de molen uit liefhebberij en voor eigen gebruik. Tot in de jaren 50 van de 20e eeuw functioneerde het molentje op deze plek. Na een periode van verval zakte de molen in 1976 in elkaar. De Vereniging Vrienden van de Groninger Molens conserveerde enkele jaren later het complex en liet het aan het Damsterdiep in Boltklap in de jaren 80 herbouwen. De molen kreeg de naam van de buurtschap waar hij voordien stond. Het wiekenkruis is uitgerust met het fokwieksysteem en zelfzwichting. In 2007 werd de molen eigendom van de Stichting Het Groninger Landschap
Momenteel draait, zaagt en maalt de molen op vrijwillige basis. Dit is vaak op zaterdagochtenden.